# کیم جو هون
کیم جو هون (کره‌ای: 김주헌؛ زادهٔ ۱ مارس ۱۹۸۰) بازیگر اهل کره جنوبی است. او بازیگری را در سال ۲۰۰۹ در اقتباس کره‌ای تئاتر مارا-ساد آغاز کرد. او به خاطر ایفای نقش در مجموعه‌های تلویزیونی دکتر رمانتیک، مشکلی نیست که خوب نباشی و دهن لق شناخته می‌شود.